# Neustädter Moor II
Das Neustädter Moor II ist ein Naturschutzgebiet in der niedersächsischen Gemeinde Wagenfeld im Landkreis Diepholz.
Das Naturschutzgebiet mit dem Kennzeichen NSG HA 057 ist 375 Hektar groß. Es ist nahezu vollständig Bestandteil des FFH-Gebietes „Neustädter Moor“ und des EU-Vogelschutzgebietes „Diepholzer Moorniederung“.
Das Naturschutzgebiet liegt nordöstlich von Wagenfeld und südlich von Freistatt in der Diepholzer Moorniederung. Es grenzt im Süden an das Naturschutzgebiet „Neustädter Moor“, im Norden an das Naturschutzgebiet „Neustädter Moor-Regenerationsgebiet“ und im Westen an das Naturschutzgebiet „Wiesengebiet Neustädter Moor“. Die vier Naturschutzgebiete bilden ein zusammenhängendes Schutzgebiet.
Das Naturschutzgebiet „Neustädter Moor II“ wurde als zweites der vier Schutzgebiete ausgewiesen. Es stellt einen Teil eines Hochmoorgebietes unter Schutz, das durch Torfabbau verändert wurde. Der Torfabbau wurde mittlerweile eingestellt und das Gebiet renaturiert. Der Handtorfstich für die Eigenversorgung bleibt unter Auflagen genehmigt. 
Im Südosten befindet sich am Rand des Naturschutzgebietes ein öffentlich zugängiger 12 Meter hoher Aussichtsturm, der einen Überblick über die Moorlandschaft bietet und zur Beobachtung insbesondere von Vögeln genutzt werden kann. Im Bereich des Aussichtsturmes gibt es mehrere Wanderwege, die zum Teil am Rand des Naturschutzgebietes verlaufen.
Das Naturschutzgebiet wird in zwei Richtungen entwässert, zur Wagenfelder Aue, die etwas oberhalb von Barnstorf in die Hunte, und zur Große Aue, die etwas oberhalb von Nienburg in die Weser mündet.
Das Gebiet steht seit dem 7. August 1980 unter Naturschutz. Zuständige untere Naturschutzbehörde ist der Landkreis Diepholz.